# Ebracteola
Ebracteola (лат.) — род суккулентных растений семейства Аизовые (Aizoaceae), произрастающий на территории Намибии и ЮАР.

## Название
Родовое латинское (научное) название Ebracteola образовано от латинских слов e, ex — «без», и bracteola — «прицветник» или «маленький прицветник», указывая на отсутствие прицветников у некоторых видов.
Из-за отсутствия официального русскоязычного названия рода в авторитетных источниках, вероятное произношение на русском языке может быть сформировано на основе транслитерации и этимологии как «Эбрактеола».

## Ботаническое описание
Представители рода — компактные, миниатюрные, сильноветвящиеся многолетники с утолщенными корнями. Листья супротивные, сросшиеся у основания, трехгранные, сужающиеся к верхушке, длиной 30-40 мм и шириной 10 мм. Они могут быть от светло-серовато-зеленых до сине-зеленых и, под воздействием солнечного света, часто приобретают красноватый оттенок. На их поверхности часто встречаются густые черные или зеленые точки, и поверхность в целом бывает +/- гладкой.

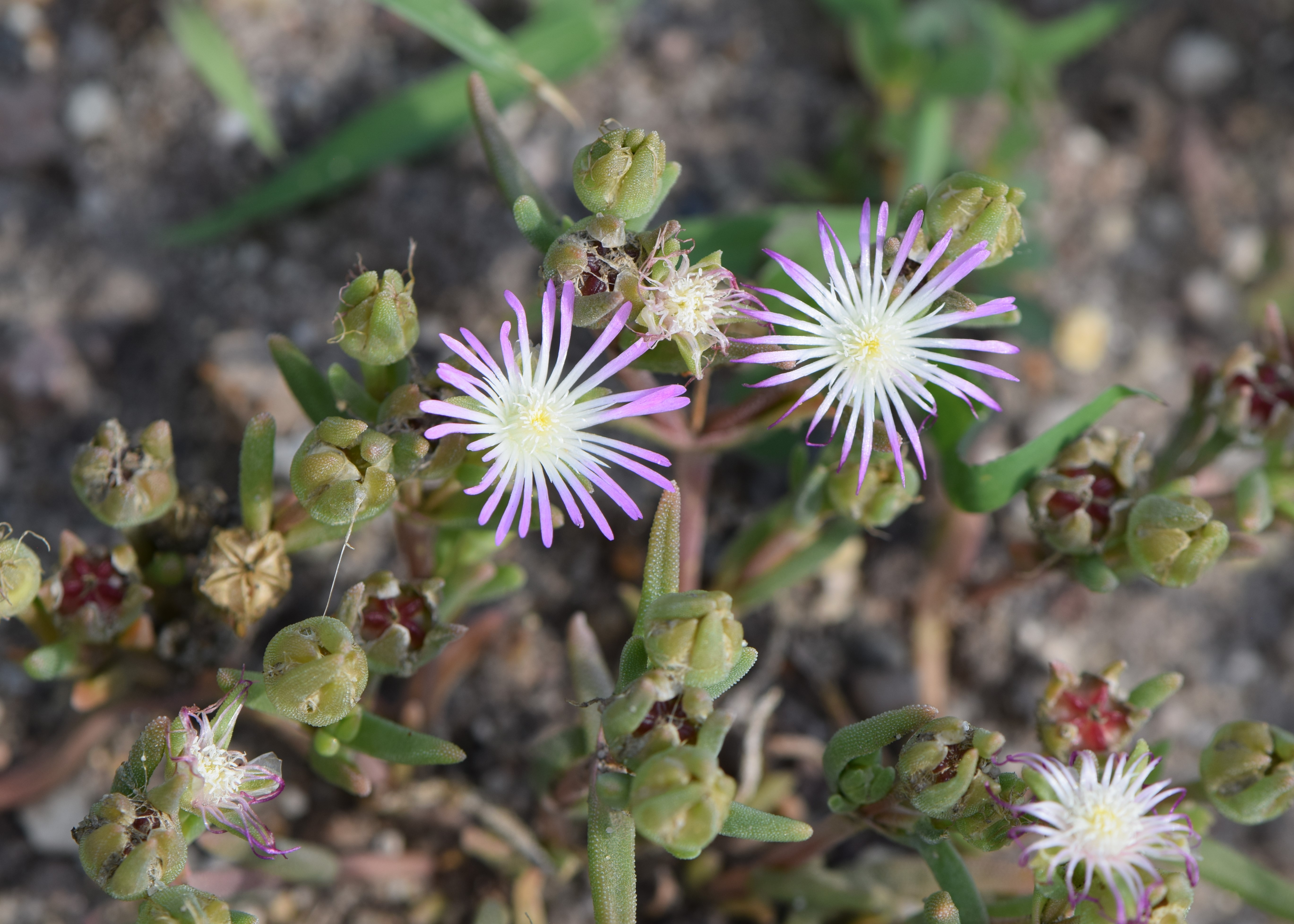
Цветки Ebracteola derenbergiana

Цветки одиночные или до трех, располагаются в верхушечной части стебля на короткой цветоножке. У некоторых видов отсутствуют прицветники на цветоножке, а у других они расположены ниже и трудно их заметить, так как они свисают. Размер цветка составляет примерно до 25 мм в диаметре. Они раскрываются поздно утром и закрываются вечером. У них 5 чашелистиков. Лепестки представлены примерно одним рядом, они могут быть от пурпурных до светло-фиолетовых, с более насыщенным цветом на кончиках, или чисто белыми. Цветок имеет нектарник с зубчатым кольцом; 5 шиловидных рыльц; плод представляет собой 5-гнездную коробочку, которая долгое время сохраняется на растении. Ее особенности, такие как широкие расширяющиеся кили и крылья створки, указывают на сходство с родом Titanopsis, тогда как глубокие гнезда и крючкообразные закрывающие тела схожи с родом Ruschia. Крылья створки узкие, а расширяющиеся кили — широкие, листовидные и зубчатые. Кроющие мембраны жесткие, а закрывающие тела маленькие, часто зубчатые, как у рода Hereroa. Семена имеют шаровидную форму и гладкую поверхность, беловатого цвета.

## Таксономия
Ebracteola Dinter & Schwantes, первое упоминание в Z. Sukkulentenk. 3: 15, 24. 1927. Род входит в подсемейство Ruschioideae.

### Виды
Согласно данным сайта «Список растений Мировой флоры онлайн» на июнь 2023 года, род состоит из 4 видов:
- Ebracteola derenbergiana (Dinter) Dinter & Schwantes
- Ebracteola fulleri (L.Bolus) Glen
- Ebracteola montis-moltkei (Dinter) Dinter & Schwantes typus
- Ebracteola wilmaniae (L.Bolus) Glen